# DEFA-Heimfilm
Unter dem Label DEFA-Heimfilm wurden in der DDR Schmalfilme für den Einzelhandel im Format Normal 8 und Super 8 vom VEB DEFA Kopierwerk Berlin produziert.

## Geschichte
Im ministeriellen Auftrag gründete das DEFA-Kopierwerk in Berlin-Johannisthal 1954 die Abteilung „Massenbedarf“. Im Jahr darauf erschienen die ersten Titel im Format Normal 8. Zunächst verpackt in roten, blauen oder grauen Pappschachteln, wurden die Filme bald in Blechbüchsen verkauft. Mit Aufkommen des Super-8-Formats wurden einige Titel in beiden Formaten angeboten. Zur Unterscheidung waren die Etiketten für Super 8 grün und für Normal 8 blau. Die später hinzukommenden Farbfilme hingegen waren mit roten Etiketten versehen.
Die Filmlängen waren 33/30 oder 66/60 Meter (Super 8 bzw. Normal 8), bei den späteren Farbfilmen auch 50/45 Meter. Einige Spielfilme erschienen darüber hinaus mit einer Länge von 132/120 Metern, Reisefilme mit 17/15 Metern. Sämtliche DEFA-Heimfilme waren aus „technologischen Gründen“ Stummfilme ohne Tonspur. Das Spektrum der angebotenen Filme umfasste Zeichen- und Puppentrick, stark gekürzte Spielfilme der DEFA, Dokumentarfilme, aber auch Werke aus dem staatlichen Filmarchiv der DDR. Bis zum Ende der DDR erschienen über 450 Titel.

## Titelkatalog
(Die Längenangaben in Klammern beziehen sich auf die Normal-8-Fassungen.)
- 001 Artisten – Zirkus – Zoo (Dokumentarfilm) (30 m)
- 002 Ein heiteres Ferientagebuch (30 m)
- 003a Modebummel durch 50 Jahre (30 m)
- 003b Modebummel durch vergangene Zeiten (30 m)
- 004 Blickpunkte des Weltgeschehens 1955 (30 m)
- 005 Begegnung mit Tieren (Tierfilm) (30 m)
- 006 Sommer in Bulgarien (30 m)
- 007 Kleine Tiergeschichten (Tierfilm) (30 m)
- 008 Affengeschichten (Tierfilm) (30 m)
- 009 Auf großer Fahrt (30 m)
- 010 Marcel Marceau: Eine bürgerliche Abendgesellschaft (Pantomime/Persiflage) (30 m)
- 011 Drei Häfen an der Ostsee (30 m)
- 012 Eine stachlige Geschichte (Tierfilm) (30 m)
- 013 Die Bremer Stadtmusikanten (Scherenschnittfilm) (60 m)
- 014 Vierbeinige Freunde - Ausbildung der Diensthunde der Volkspolizei (Dokumentarfilm) (30 m)
- 015 Winterlandschaft in Thüringen (30 m)
- 016 Terrarium (30 m)
- 017 Ruderboote klar (30 m)
- 018 Warschau - Berlin - Prag (IX. Friedensfahrt 1956) (60 m)
- 019 Sommer, Sonne, AK8 (Doppelnummer bei Erstauflage) (Dokumentarfilm) (60 m)
- 020 Sommer, Sonne, AK8 (Dokumentarfilm) (60 m)
- 021 Blickpunkte des Weltgeschehens: 1. Halbjahr 1956 (Dokumentarfilm) (60 m)
- 022 Blickpunkte des Weltgeschehens: 2. Halbjahr 1956 (Dokumentarfilm) (60 m)
- 023 XVI. Olympische Sommerspiele in Melbourne 1956, Teil 1 (Dokumentarfilm) (60 m)
- 024 XVI. Olympische Sommerspiele in Melbourne 1956, Teil 2 (Dokumentarfilm) (60 m)
- 025 Frechheit siegt nicht (Scherenschnittfilm) (30 m)
- 026 Die Schokoladentorte (Zeichentrickfilm) (30 m)
- 027 An den Ufern der Unstrut (60 m)
- 028 Zeitchronik des Augenzeugen, I. Quartal 1957 (Dokumentarfilm) (30 m)
- 029 Zeitchronik des Augenzeugen, II. Quartal 1957 (Dokumentarfilm) (30 m)
- 030 Fritz und Fratz, Teil 1–4 (Zeichentrickfilm) (60 m)
- 031 Der Ameisenstaat (Puppentrickfilm von Hermína Týrlová aus dem Jahre 1943) (60 m)
- 032 Einer namens Theobald (Puppentrickfilm) (60 m)
- 033 Schnaken und Schnurren, Teil 1: Der hohle Zahn (Puppentrickfilm nach Wilhelm Busch) (60 m)
- 034 Schnaken und Schnurren, Teil 2 (Puppentrickfilm nach Wilhelm Busch) (30 m)
- 035 Die Straße ist kein Spielplatz (Spielfilm) (30 m)
- 036 Ottokar (Spielfilm) (60 m)
- 037 Formende Hände (30 m)
- 038 Dresdner Zwinger (Alternativtitel: Der Wiederaufbau des Dresdner Zwingers) (Dokumentarfilm) (30 m)
- 039 Treffpunkt Moskau (30 m)
- 040 Die Eröffnung des planetarischen Zeitalters (30 m)
- 041 Zeitchronik des Augenzeugen, III. Quartal 1957 (Dokumentarfilm) (30 m)
- 042 Zeitchronik des Augenzeugen, IV. Quartal 1957 (Dokumentarfilm) (30 m)
- 043 700 m unter Tage (Kalibergwerk) (30 m)
- 044 Kleine Zauberei (Hokus Pokus) (30 m)
- 045 Panzer der Urwelt (Dokumentarfilm) (30 m)
- 046 Heitere Ferienerlebnisse (60 m)
- 047 Käpt’n Spatz (Puppentrickfilm) (30 m)
- 048 Die gestohlene Nase (Puppentrickfilm) (30 m)
- 049 Eine unglaubliche Geschichte (Puppentrickfilm) (30 m)
- 050 Der Meister von Naumburg (Dokumentarfilm) (30 m)
- 051 Sofia – eine Gartenstadt, Bulgarische Impressionen (Dokumentarfilm) (30 m)
- 052 An der Via Egnatia (Saloniki) – Historisches und Heutiges über Stadt und Messe (Dokumentarfilm) (60 m)
- 053 Zeitchronik des Augenzeugen, 1. Halbjahr 1958 (Dokumentarfilm) (60 m)
- 054 Zeitchronik des Augenzeugen, 2. Halbjahr 1958 (Dokumentarfilm) (60 m)
- 055 Unsere Volkspolizei (Dokumentarfilm) (60 m)
- 056 Adriasommer (30 m)
- 057 Wartburg (Dokumentarfilm) (30 m)
- 058 Unsere Skispringer: Auf den Schanzen Europas (Dokumentarfilm) (30 m)
- 059 Unsere Volksarmee (Dokumentarfilm) (60 m)
- 060 Botschafter des Friedens (30 m)
- 061 Zirkusparade (30 m)
- 062 Kreuz und quer durch die Sowjetunion (Reisebericht) (60 m)
- 063 60 Jahre Film (Dokumentarfilm) (60 m)
- 064 Unbeobachtet beobachtet (30 m)
- 065 Kostbarkeiten indischer Kunst (Dokumentarfilm) (30 m)
- 066 Das steinerne Gesicht Dalmatiens (30 m)
- 067 Rhodos – Insel der Rosen (Dokumentarfilm) (30 m)
- 068 Chinesisches Tagebuch (60 m)
- 069 Der Winter ist ein harter Mann (Dokumentarfilm) (30 m)
- 070 Ein Tag im Berliner Tierpark (Tierfilm) (60 m)
- 071 Frau Holle (Puppentrickfilm) (60 m)
- 072 Ein ungewöhnliches Spiel (Zeichentrickfilm) (60 m)
- 073 Zille und sein Berlin (Dokumentarfilm) (60 m)
- 074 Chronik des Augenzeugen, 1. Halbjahr 1959 (Dokumentarfilm) (60 m)
- 075 Chronik des Augenzeugen, 2. Halbjahr 1959 (Dokumentarfilm) (60 m)
- 076 Piloten, Propeller und Turbinen (30 m)
- 077 Beim Puppendoktor (Dokumentarfilm) (60 m)
- 078 Luftpost (Puppentrickfilm) (60 m)
- 079 Der kleine ungeschickte Elefant (Puppentrickfilm von Günter Rätz) (60 m)
- 080 Ghana heute (60 m)
- 081 Alltag im Zirkus (Dokumentarfilm) (60 m)
- 082 Vom mutigen Hans, 1. Teil (Puppentrickfilm) (60 m)
- 083 Vom mutigen Hans, 2. Teil (Puppentrickfilm) (30 m)
- 084 Die Prinzessin auf der Erbse (Puppentrickfilm) (1. Fassung 60 m, 2. Fassung 30 m)
- 085 Warum jeder ein Körnchen Weisheit besitzt (Scherenschnittfilm) (60 m)
- 086 Besuch in Burma (Dokumentarfilm) (30 m)
- 087 Fahrt durch Indien (Reisefilm) (30 m)
- 088 Kuriositäten (30 m)
- 089 Das war die XIII. - Eine Reportage von der Friedensfahrt 1960 (Dokumentarfilm) (60 m)
- 090 Das Wüstenschiff (Das Kamel) (Tierfilm) (30 m)
- 091 Das Geheimnis der Insel (60 m)
- 092 Kämpfende Kunst (30 m)
- 093 Ein Künstler des Volkes (John Heartfield) (Porträtfilm) (30 m)
- 094 Das sechste Brikett – Vom Wert der Braunkohle (Dokumentarfilm) (60 m)
- 095 Paradies der Sumpfbiber (Pelztierzucht) (Dokumentarfilm) (30 m)
- 096 Die Geschichte vom Aal (30 m)
- 097 Chronik des Augenzeugen, 1. Halbjahr 1960 (Dokumentarfilm) (60 m)
- 098 Ein Leben für das Volk: Wilhelm Pieck (Porträtfilm) (60 m)
- 099 Skimeister von morgen (Spielfilm) (30 m)
- 100 Von Wismar nach Shanghai (Dokumentar-/Reisefilm) (60 m)
- 101 Bärbel kauft eine Puppe (Spielfilm) (30 m)
- 102 Wie der Maulwurf zu seinem Höschen kam (Zeichentrickfilm) (60 m)
- 103 Rom 1960 – Ein Bericht von den XVII. Olympischen Sommerspielen (Dokumentarfilm) (60 m)
- 104 Der Hamster (30 m)
- 105 Sputnik im Fadenkreuz (60 m)
- 106 Brot – Wohlstand – Schönheit (Chemieprogramm) (60 m)
- 107 Chronik des Augenzeugen, 2. Halbjahr 1960 (Dokumentarfilm) (60 m)
- 108 Erlebnis und Spiel (Dokumentarfilm) (60 m)
- 109 Emil und der Sport (30 m)
- 110 Junges Leben aus dem Ei (30 m)
- 111 Jean Effel: Die Erschaffung der Welt: Sonne, Mond und Sterne (Zeichentrickfilm) (30 m)
- 112 Jean Effel: Die Erschaffung der Welt: Die Erde (Zeichentrickfilm) (30 m)
- 113 Jean Effel: Die Erschaffung der Welt: Die Pflanzen (Zeichentrickfilm) (30 m)
- 114 Jean Effel: Die Erschaffung der Welt: Die Tiere (Zeichentrickfilm) (60 m)
- 115 Jean Effel: Die Erschaffung der Welt: Der Mensch (Zeichentrickfilm) (60 m)
- 116 Jean Effel: Die Erschaffung der Welt: Adam und Eva (Zeichentrickfilm) (60 m)
- 117 Land an der Havel (Dokumentarfilm) (60 m)
- 118 Trickfilm und Filmtricks (Dokumentarfilm) (30 m)
- 119 Hiddensee (Dokumentarfilm) (30 m)
- 120 Gekreuzte Klingen (60 m)
- 121 Chronik des Augenzeugen, 1. Halbjahr 1961 (Dokumentarfilm) (60 m)
- 122 Unser Erzgebirge (Dokumentarfilm) (60 m)
- 123 Spuk im Schloß (Figurentheater) (60 m)
- 124 Das Märchenschloß (Kinderfilm) (60 m)
- 125 Das Stacheltier: Das kleine und das große ABC (Spielfilm) (30 m)
- 126 Weiße Schwingen – Segelflieger und GST (Dokumentarfilm) (30 m)
- 127 Chronik des Augenzeugen, 2. Halbjahr 1961 (Dokumentarfilm) (60 m)
- 128 Gérard Philipe als Till Ulenspiegel: Till Ulenspiegel und der Stahlarm (Spielfilm) (60 m)
- 129 Gérard Philipe als Till Ulenspiegel: Die Jagd auf dem Eis (Spielfilm) (30 m)
- 130 Der schweigende Stern (Science-Fiction-Film) (60 m)
- 131 Das Geheimnis der alten Eiche (aus: Das Feuerzeug) (60 m)
- 132 Der verlorene Ball, Teil 1 (Spielfilm von Kurt Weiler) (60 m)
- 133 Der verlorene Ball, Teil 2 (Spielfilm von Kurt Weiler) (30 m)
- 134 Die Achatmurmel, Teil 1 (Spielfilm) (60 m)
- 135 Die Achatmurmel, Teil 2 (Spielfilm) (60 m)
- 136 Der neue Fimmel, Teil 1 (Das Ei des Columbus) (Spielfilm) (60 m)
- 137 Der neue Fimmel, Teil 2 (Das Ei des Columbus) (Spielfilm) (30 m)
- 138 Henny Porten und Willy A. Kleinau in Carola Lamberti – Eine vom Zirkus (Spielfilm) (30 m)
- 139 Das Volk regiert in Vietnam (60 m)
- 140 Immer Kavalier (Das Stacheltier, Folge 095) (Spielfilm) (30 m)
- 141 Schuby würfelt - Eine Saufonie in Dur und Moll (Das Film-Magazin Nr. 2) (Spielfilm) (30 m)
- 142 Der „Tierfreund“ (Das Stacheltier, Folge 132) (Spielfilm) (30 m)
- 143 Das Liliput-Magazin I (30 m)
- 144 Mongolia (Spielfilm) (60 m)
- 145 Die Geschenke des Wasserkönigs (60 m)
- 146 Schneewittchen, Teil 1 (Märchenfilm) (60 m)
- 147 Schneewittchen, Teil 2 (Märchenfilm) (60 m)
- 148 Die Befreiung der Sklavin Hatifa (Märchenfilm) (60 m)
- 149 Gullivers Reise zu den Atomen (Lehrfilm) (30 m)
- 150 Gullivers Reise zu den Sternen (Lehrfilm) (60 m)
- 151 Besuch in der Tatra (30 m)
- 152 Wer anderen eine Grube gräbt (Spielfilm) (30 m)
- 153 Karli Kippe (Zeichentrickfilm) (60 m)
- 154 Der Affenschreck (Dokumentarfilm) (30 m)
- 155 Das Liliput-Magazin II (30 m)
- 156 Der Raub der Prinzessin (Aus: Das Feuerzeug) (60 m)
- 157 Christine und die Störche (Spielfilm) (60 m)
- 158 Das tapfere Schneiderlein (Märchenfilm) (60 m)
- 159 Der Wunderbogen (Puppentrickfilm) (30 m)
- 160 Internationales Sportkaleidoskop (Dokumentarfilm) (60 m)
- 161 Chronik des Augenzeugen, 1. Halbjahr 1962 (Dokumentarfilm) (60 m)
- 162 Das Stacheltier: Die Moritat vom Durst (Spielfilm) (30 m)
- 163 Das Stacheltier: Horst Drinda, Ulrich Thein und Annekathrin Bürger in dem Film Kleine Fische (Spielfilm) (60 m)
- 164 Die Fahrt nach Bamsdorf (Spielfilm) (60 m)
- 165 Rumpelstilzchen (Märchenfilm) (60 m)
- 166 Das singende, klingende Bäumchen, Teil 1: Der Prinz im Zauberreich (Märchenfilm) (60 m)
- 167 Das singende, klingende Bäumchen, Teil 2: Die Abenteuer der Prinzessin Tausendschön (Märchenfilm) (60 m)
- 168 Chronik des Augenzeugen, 2. Halbjahr 1962 (Dokumentarfilm) (60 m)
- 169 Rotkäppchen (Märchenfilm) (60 m)
- 170 Max fährt ins Theater (Das Film-Magazin Nr. 3) (Taxikomödie) (30 m)
- 171 Der Büchsenöffner (Das Film-Magazin Nr. 3) (Stummfilm-Groteske) (30 m)
- 172 Die Füchsin und der Biber mit Willi Schwabe (Das Film-Magazin Nr. 3) (Groteske) (30 m)
- 173 Prag – Warschau – Berlin (XVI. Friedensfahrt 1963) (Dokumentarfilm) (30 m)
- 174 Rüpel – Eine Hundegeschichte (Kinderfilm) (60 m)
- 175 Chronik des Augenzeugen, 1. Halbjahr 1963 (Dokumentarfilm) (60 m)
- 176 Bootsmann auf der Scholle (Puppentrickfilm) (60 m)
- 177 Erst komme ich (30 m)
- 178 Peter und der rechnende Esel (Spielfilm) (60 m)
- 179 Piraten auf der Pferdeinsel (Spielfilm) (60 m)
- 180 Prag ohne Brille - Ein Besuch in der goldenen Stadt (Das Film-Magazin Nr. 4, Teil 2) (Spielfilm) (60 m)
- 181 Abenteuer in Bamsdorf (Spielfilm) (60 m)
- 182 Das Stacheltier: Horst Drinda in Der Dieb von San Marengo, Teil 1: Großalarm am Comer See (Spielfilm) (60 m)
- 183 Das Stacheltier: Horst Drinda in Der Dieb von San Marengo, Teil 2: Im fidelen Kerker (Spielfilm) (60 m)
- 184 Stichling Dreizack (Dokumentar-/Tierfilm) (30 m)
- 185 Der fliegende Großvater - Entchen Jolli (Puppentrickfilm) (60 m)
- 186a Die französische Eisrevue „Paris sur glace“ (Dokumentarfilm) (60 m)
- 186b Eisballett Paris sur glace (Dokumentarfilm) (60 m)
- 187 Die Geschichte vom kleinen Muck, Teil 1: Erlebnisse im Katzenhaus (Märchenfilm) (60 m)
- 188 Die Geschichte vom kleinen Muck, Teil 2: Wettlauf am Hofe des Sultans (Märchenfilm) (60 m)
- 189 Die Geschichte vom kleinen Muck, Teil 3: Zauberfeigen und Eselsohren (Märchenfilm) (60 m)
- 190 Frau Holle (Märchenfilm) (60 m)
- 191 Tierpark Berlin (Tierfilm) (60 m)
- 192 Das Affenparadies (aus dem Film Auf Dschungelpfaden) (Tierfilm) (60 m)
- 193 Tiere des Dschungels (aus dem Film Auf Dschungelpfaden) (Tierfilm) (60 m)
- 194 König Midas (Sage von Kindern gespielt) (60 m)
- 195 Das Stacheltier: Manfred Krug und Angelika Domröse in dem Film Der Wettlauf des Hasen mit dem Igel (Spielfilm) (60 m)
- 196 In der Sächsischen Schweiz (Natur-/Dokumentarfilm) (60 m)
- 197 Das kalte Herz, Teil 1: Wie der Kohlenpeter zum Glasmännlein kommt (Märchenfilm) (60 m)
- 198 Das kalte Herz, Teil 2: Wie Peter dem Holländer-Michel sein Herz verpfändet (Märchenfilm) (60 m)
- 199 Das kalte Herz, Teil 3: Wie der Peter sein gutes Herz wiederholt (Märchenfilm) (60 m)
- 200 Bummi als Verkehrspolizist (Dokumentarfilm) (60 m)
- 201 Der Wolf und die sieben Geißlein (Scherenschnittfilm) (60 m)
- 202 Die goldene Gans (Märchenfilm) (60 m)
- 203 König Drosselbart (Märchenfilm) (60 m)
- 204 Bummi im Zoo (Dokumentarfilm) (60 m)
- 205 Die Spur führt zum Rummelplatz (Kurzfassung des DEFA-Films Die Suche nach dem wunderbunten Vögelchen) (Kinderfilm)
- 206 Neger Nobi (Puppentrickfilm)
- 207 Sechse kommen durch die ganze Welt (Zeichentrickfilm) (60 m)
- 208 Hans Röckle und der Teufel (Spielfilm)
- 209 Tor, Tor! (Zeichentrickfilm) (60 m)
- 210 Das Märchen von dem Jens und dem Kasper
- 211 Entdeckungsfahrt auf den Südseeinseln
- 212 Kasper und die Heinzelmännchen (Handpuppenfilm)
- 213 Kasperles Abenteuer mit dem Teufel: Das gestörte Klößeessen (Handpuppenfilm) (60 m)
- 214 Kasperles Abenteuer: Die Rache des Teufels (Handpuppenfilm) (60 m)
- 215 Dornröschen (Puppentrickfilm) (60 m)
- 216 Arm, aber ehrlich – Eine Gangsterstory (Kriminalfilm) (60 m)
- 217 Käptn Kleins Abenteuer: Das Piratenschiff (Zeichentrickfilm) (60 m)
- 218 Der gestiefelte Kater (Puppentrickfilm) (60 m)
- 219 Kasperles Abenteuer mit dem Teufel: Die Sache mit dem Kühlschrank (Handpuppenfilm)
- 220 Till Eulenspiegel als Türmer (Puppentrickfilm)
- 221 Aus den Anfängen des Films: Die ersten Filme der Welt (Dokumentarfilm)
- 222 Wo ist Coletti? Eine Kriminalkomödie aus dem Jahre 1912 (Kriminalfilm)
- 223 Der Student von Prag (Spielfilm)
- 224 Käptn Kleins Abenteuer: Die Schatzinsel (Zeichentrickfilm) (60 m)
- 225 Kasperles Abenteuer mit dem Teufel: Kasperl in Gefangenschaft (Handpuppenfilm)
- 226 Wie der Zar besiegt wurde (Silhouettenfilm, Originaltitel: Haltet beides gut zusammen)
- 227 Das Waldhaus (Zeichentrickfilm)
- 228 Dr. Mabuse: Unternehmen Börse (Kriminalfilm)
- 229 Dr. Mabuse: I. Macht der Hypnose, II. Die Entführung (Kriminalfilm)
- 230 Dr. Mabuse: Gejagt vom Staatsanwalt (Kriminalfilm) (60 m)
- 231 Dr. Mabuse: Das Attentat (Kriminalfilm)
- 232 Dr. Mabuse: Das Ende des Dr. Mabuse (Kriminalfilm) (60 m)
- 233 Von einem, der auszog, das Gruseln zu lernen (Puppentrickfilm)
- 234 In der Eisarena (Tiergeschichten)
- 235 Tischlein deck dich (Puppentrickfilm)
- 236 Abenteuer im Zirkus (Zeichentrickfilm) (60 m)
- 237 Bärenzirkus
- 238 Zirzensische Attraktionen (Dokumentarfilm)
- 239 Robin Hood (aus dem Film Robin Hood und seine Freunde) (Trickfilm)
- 240 Blutsbrüder (Spielfilm)
- 241 Rehkitz und Harmonika (aus dem Film Blutsbrüder) (Spielfilm)
- 243 Der Reigen, Teil 1: Liebe und Leidenschaft (Spielfilm)
- 244 Der Reigen, Teil 2: Eine Frau zwischen drei Männern (Spielfilm)
- 245 Nosferatu, Teil 1: Im Schloß des Vampirs (Kriminalfilm) (60 m)
- 246 Das Cabinet des Dr. Caligari, Teil 1: Mord in Hypnose (Kriminalfilm) (60 m)
- 247 Nosferatu, Teil 2: Ende des Vampirs (Kriminalfilm) (60 m)
- 248 Das Cabinet des Dr. Caligari, Teil 2: Das Ende des Mediums (Kriminalfilm) (60 m)
- 249 Rübezahl und der Wilderer (Puppentrickfilm) (60 m)
- 250 Tiere der Arktis (Tierfilm) (60 m)
- 251 Haie, Krokodile und Monteros (Dokumentarfilm)
- 252 Der Hauptmann von Köpenick (60 m)
- 254 Die Welt ohne Maske (60 m)
- 255 Urwaldmärchen – Der schüchterne Drachen (Puppentrickfilm) (60 m)
- 256 Berlin, Symphonie einer Großstadt (Dokumentarfilm)
- 257 Sir John greift ein (Kriminalfilm) (60 m)
- 258 „M“ – Mörder unter uns, Teil 1 (Kurzfassung des Films M) (Spielfilm) (60 m)
- 259 „M“ – Mörder unter uns, Teil 2 (Kurzfassung des Films M) (Spielfilm) (60 m)
- 260 Die tolle Lola (aus dem Film Der blaue Engel) (Spielfilm) (60 m)
- 261 Der letzte Auftritt (aus dem Film Der blaue Engel) (Spielfilm)
- 300 Berlin, Hauptstadt der DDR (Dokumentarfilm) (30 m)
- 301 Lausbubenstreiche
- 302 Im Spreewald (aus dem Film Sommer im Spreewald) (Dokumentarfilm)
- 303 Dresdens Kostbarkeiten (Dokumentarfilme)
- 304 Mecklenburgische Seenplatte (Dokumentarfilm)
- 305 Köpfchen, Köpfchen (Zeichentrickfilm)
- 306 Filopat und Patafil: 1. Profi, 2. Western (Puppentrickfilme)
- 307 Der Einkauf – Befinden wechselhaft (Zeichentrickfilm)
- 308 Mäxchen und Tüte: April, April! (Zeichentrickfilm)
- 309 Die betrunkene Sonne (Zeichentrickfilm) (30 m)
- 310 Das Entenauto (Puppentrickfilm) (30 m)
- 311 Die drei Wünsche (Puppentrickfilm)
- 312 Filopat und Patafil: 1. Patentlösung, 2. Gratulation (Puppentrickfilme)
- 313 Der Storch als Kidnapper
- 314 Kater Murr, der überhebliche Wunderläufer (Zeichentrickfilm) (30 m)
- 315 Hugo Leichtsinns Abenteuer (4 Erlebnisse) (Zeichentrickfilme) (30 m)
- 316 Filopat und Patafil: 1. Automation, 2. Match (Puppentrickfilme)
- 317 Das Ei (Zeichentrickfilm)
- 318 Vom Hasen, der nicht lernen wollte (Zeichentrickfilm)
- 319 Fridolin in den Fängen des Computers
- 320 Bärenzirkus (Dokumentarfilm)
- 321 Bärengeschichten
- 322 Pat und Patachon im Paradies (Spielfilm) (30 m)
- 323 Käptn Kleins Abenteuer: Mädchenraub (Zeichentrickfilm) (30 m)
- 324 Harte Männer, schnelle Maschinen (Dokumentarfilm) (30 m)
- 325 Filopat und Patafil: 1. Besuch, 2. Heilung (Puppentrickfilme)
- 326 Mäxchen als Roboter (aus der Serie „Mäxchen Pfiffig und sein Freund Tüte“) (Zeichentrickfilm) (30 m)
- 327 Gustav schmückt sich mit fremden Federn (Zeichentrickfilm) (30 m)
- 328 Gustav und Weihnachten (Zeichentrickfilm) (30 m)
- 329 Gustav prahlt (Zeichentrickfilm) (30 m)
- 330 Gustav und die Ratgeber (Zeichentrickfilm) (30 m)
- 331 Gustav stellt sich geschickt an (Zeichentrickfilm) (30 m)
- 332 Gustav und die Weltmeisterschaft (Zeichentrickfilm) (30 m)
- 333 Gustav als Doktor (Zeichentrickfilm) (30 m)
- 334 Wildbahn Afrika – Auf Tierfang in Afrika (Dokumentar-/Tierfilm)
- 335 Mäxchen und der Mann in Gelb (aus der Serie „Mäxchen Pfiffig und sein Freund Tüte“) (Zeichentrickfilm) (30 m)
- 336 Der Schweinehirt (Puppentrickfilm) (30 m)
- 337 Mäxchen und Tüte wollen hoch hinaus (aus der Serie „Mäxchen Pfiffig und sein Freund Tüte“) (Zeichentrickfilm) (30 m)
- 338 Dampfer Naseweis (Kurzfassung von „Der gelbe Dickbauch“ aus dem Jahr 1962) (Zeichentrickfilm) (30 m)
- 339 Die gestohlene Sonnenblume (Puppentrickfilm)
- 340 Galant bis Mitternacht (aus der Serie „Vater und die Familie“) (Zeichentrickfilm) (30 m)
- 341 Spann’ mal aus, Liebling! (aus der Serie „Vater und die Familie“) (Zeichentrickfilm)
- 342 Oh du fröhliche ... (Zeichentrickfilm)
- 343 Der geplagte Weihnachtsmann (Puppentrickfilm)
- 344 Gustav als Strohwitwer (Zeichentrickfilm) (30 m)
- 345 Gustav das Krimiopfer (Zeichentrickfilm) (30 m)
- 346 Gustav ist abergläubisch (Zeichentrickfilm) (30 m)
- 347 Gustav schafft Ordnung (Zeichentrickfilm)
- 348 Hase und Wolf: Jagd auf der Straße (Zeichentrickfilm) (30 m)
- 349 Hase und Wolf: Der rettende Luftballon (Zeichentrickfilm)
- 350 Hase und Wolf: Wassersport mit Hindernissen (Zeichentrickfilm) (30 m)
- 351 Hase und Wolf: Auf dem Rummelplatz (Zeichentrickfilm) (30 m)
- 352 Hase und Wolf: Rennsport (Zeichentrickfilm)
- 353 Karl Valentin: Der Briefmarkensammler (30 m)
- 354 Karl Valentin und Liesl Karlstadt: Ein Foto bitte! (30 m)
- 355 Karl Valentin und Liesl Karlstadt: Kaffee mit Sahne
- 356 Karl Valentin: Der verhinderte Selbstmörder (30 m)
- 357 Clown Ferdinand und die Indianer
- 358 Clown Ferdinand und der Fußball
- 359 Clown Ferdinand auf dem Rummelplatz
- 360 Clown Ferdinand und die vergessenen Ski
- 361 Clown Ferdinand im Tierpark
- 362 Alfons Zitterbacke: 1. In der Geisterbahn, 2. Alfons ärgert sich (Kinderfilme) (30 m)
- 363 Alfons Zitterbacke: 1. Das Eieressen, 2. Alfons beim Angeln (Kinderfilme) (30 m)
- 364 Alfons Zitterbacke: Das Kosmonautentraining (Kinderfilm) (30 m)
- 365 Hase und Wolf: Blinder Passagier (Zeichentrickfilm)
- 366 Hase und Wolf: Auf hoher See (Zeichentrickfilm)
- 367 Hase und Wolf: Superathlet Wolf (Zeichentrickfilm) (30 m)
- 368 Hase und Wolf: Verkehrsprobleme (Zeichentrickfilm)
- 369 Hase und Wolf: Luft- und Landpartie (Zeichentrickfilm)
- 370 Hase und Wolf: (Tele)Vision (Zeichentrickfilm)
- 371 Hase und Wolf: Weihnachtsfeier (Zeichentrickfilm)
- 372 Hase und Wolf: Vergebliche Jagd (Zeichentrickfilm)
- 373 Tierkinder (Tierfilm)
- 375 Der blaue Engel: Professor Unrat (aus dem Film Der blaue Engel) (Spielfilm)
- 376 Sandmännchen und der verhexte Staubsauger (Puppentrickfilm aus Unser Sandmännchen)

### Spielfilm-Kurzfassungen mit 120 m (Normal 8)
- 501 Die Feuerzangenbowle (Spielfilm) (120 m)
- 502 Der Tiger von Eschnapur (Spielfilm) (120 m)
- 503 Das indische Grabmal (Spielfilm) (120 m)
- 504 Schneewittchen (Märchenfilm) (120 m)
- 505 Das singende, klingende Bäumchen (Märchenfilm) (120 m)
- 506 Der Reigen (Spielfilm) (120 m)
- 507 Nosferatu (Kriminalfilm) (120 m)
- 508 Das Cabinet des Dr. Caligari (Kriminalfilm) (120 m)
- 509 „M“ – Mörder unter uns (Kurzfassung des Films M – Eine Stadt sucht einen Mörder) (Spielfilm) (120 m)

### Reisemagazine in Schwarz-Weiß (600er und 700er) bzw. Farbe (800er)
(600er Normal 8, 700er und 800er Super 8)
- 601/701/801 Winterparadies am Fichtelberg (15 m)
- 602/702/802 Quedlinburg (15 m)
- 603/703/803 Schloß Sanssouci (15 m)
- 604/704/804 Schloßpark Sanssouci und seine Schlösser (15 m)
- 605/705/805 Im Nordharz (15 m)
- 606/706/806 Leningrad (15 m)
- 607/707/807 Dresden (15 m)
- 608/708/808 Erfurt (15 m)
- 609/709/809 Berlin, Hauptstadt der DDR (15 m)
- 610/710/810 Skulpturen des Naumburger Domes (15 m)
- 612/712/812 Pergamonaltar (15 m)
- 613/713/813 Rudolstadt und Volkskundemuseum (15 m)
- 614/714/814 Schloß Moritzburg bei Dresden (15 m)
- 615/715/815 Albrechtsburg Meißen (15 m)
- 616/716/816 Sächsische Schweiz und Bastei - Hohnstein (15 m)
- 617/717/817 Dornburger Schlösser (15 m)
- 618/718/818 Potsdam (15 m)
- 619/719/819 Königstein / Lilienstein / Pfaffenstein (15 m)
- 620/720/820 Bad Schandau - Schrammsteine (Alternativtitel: Bad Schandau - Schrammsteingebiet) (15 m)
- 621/721/821 Schloß Heidecksburg (15 m)
- 622/722/822 Das Wüstenschiff (15 m)
- 623/723/823 Heimatecke Waschleithe (15 m)
- 624/724/824 Lutherstadt Wittenburg (15 m)

### Farbfilme
- 1001a Heitere Ferienerlebnisse (45 m)
- 1001b Herr Daff baut sich ein Haus (Herr Daff, Folge 5) (Zeichentrickfilm) (45 m)
- 1002 Das Geburtstagsgeschenk (Zeichentrickfilm) (45 m)
- 1003 Das Wolkenschaf (Puppentrickfilm) (45 m)
- 1004 Erlebnisse im Halmenwald (30 m)
- 1005 Alle helfen Teddy (Puppentrickfilm) (45 m)
- 1006 Die schöne Olga (Zeichentrickfilm) (45 m)
- 1007 Heiner und seine Hähnchen (Zeichentrickfilm) (45 m)
- 1008 Ballett africana (Dokumentarfilm) (45 m)
- 1009 Der fliegende Großvater (Zeichentrickfilm) (45 m)
- 1010 Das tapfere Schneiderlein (45 m)
- 1011 Das Zauberschloß (Puppentrickfilm) (45 m)
- 1012 Hase und Wolf: Im Zirkus (Zeichentrickfilm) (45 m)
- 1013 Hase und Wolf: Bauplatztücken (Zeichentrickfilm) (45 m)
- 1014 Hase und Wolf: Blinder Passagier (Zeichentrickfilm) (45 m)
- 1016 Rübezahl und der Schuster (Puppentrickfilm) (45 m)
- 1017 Rübezahl und das Schreckgespenst (Puppentrickfilm) (45 m)
- 1018 Hase und Wolf: Tücken der Technik (Zeichentrickfilm) (45 m)
- 1020 Der Maulwurf und die Farbtöpfe (Zeichentrickfilm) (45 m)
- 1021 Der Maulwurf in der Stadt (Zeichentrickfilm) (45 m)
- 1031 Die betrunkene Sonne (Zeichentrickfilm) (30 m)
- 1032 Käptn Kleins Abenteuer: Der Mädchenraub (Zeichentrickfilm) (30 m)
- 1033 Heitere Ferienerlebnisse (30 m)
- 1035 Heurekas Abenteuer: Der überlistete Bär (Zeichentrickfilm) (30 m)
- 1036 Gustav und die Weltmeisterschaft (Zeichentrickfilm) (30 m)
- 1037 Der Förster und sein Hund (30 m)
- 1038 Die Kükenmutter (Zeichentrickfilm) (30 m)
- 1039 Heurekas Abenteuer: Die Flaschenpost (Zeichentrickfilm) (30 m)
- 1040 Der Fischer und seine Frau (Puppentrickfilm) (30 m)
- 1041 Hase und Wolf: Jagd auf der Straße (Zeichentrickfilm) (30 m)
- 1042 Ballett Senegal (Dokumentarfilm) (30 m)
- 1043 Hase und Wolf: Wassersport mit Hindernissen (Zeichentrickfilm) (30 m)
- 1044 Hase und Wolf: Auf dem Rummelplatz (Zeichentrickfilm) (30 m)
- 1045 Hase und Wolf: Rennsport (Zeichentrickfilm) (30 m)
- 1046 Tiere unseres Waldes (Dokumentarfilm) (30 m)
- 1047 Hase und Wolf: Vergebliche Jagd (Zeichentrickfilm) (30 m)
- 1048 Vater und die Fahrt ins Blaue (aus der Serie Vater und die Familie) (Zeichentrickfilm) (30 m)
- 1049 Hase und Wolf: Superathlet Wolf (Zeichentrickfilm) (30 m)
- 1050 Hase und Wolf: Verkehrsprobleme (Zeichentrickfilm) (30 m)
- 1051 Hase und Wolf: Luft- und Landpartie (Zeichentrickfilm) (30 m)
- 1052 Hase und Wolf: (Tele)Vision (Zeichentrickfilm) (30 m)
- 1053 Hase und Wolf: Weihnachtsfeier (Zeichentrickfilm) (30 m)
- 1054 Die Enten und der Frosch (30 m)
- 1055 Waldeinsamkeit... (Kurzfassung von Bungalows) (Zeichentrickfilm) (30 m)
- 1056 Das Häschen und der Eierdieb (Puppentrickfilm) (30 m)
- 1057 Mischka macht das Rennen (Zeichentrickfilm) (30 m)
- 1058 Berlin - Hauptstadt der DDR, Stadtrundgang (Dokumentarfilm) (30 m)
- 1059 Berlin - Hauptstadt der DDR, Im Stadtzentrum (Dokumentarfilm) (30 m)
- 1060 Berlin liegt an der Spree (Dokumentarfilm) (30 m)
- 1061 Ein Sommertag in Berlin (Dokumentarfilm) (30 m)
- 1062 Vater und die Kur (aus der Serie Vater und die Familie) (Zeichentrickfilm) (30 m)
- 1063 Erfurt (Dokumentarfilm) (30 m)
- 1064 Wartburgstadt Eisenach (Dokumentarfilm) (30 m)
- 1065 Stille Teiche voller Leben (Dokumentarfilm) (30 m)
- 1066 Meißen (Dokumentarfilm) (30 m)
- 1068 Der liebe Kater und der Frosch (aus der Serie Frosch von Hans-Ulrich Wiemer) (Zeichentrickfilm) (30 m)
- 1069 Die Katze, der Frosch und die Maus (Zeichentrickfilm) (30 m)
- 1070 Der Frosch im Bad (aus der Serie Frosch von Hans-Ulrich Wiemer) (Zeichentrickfilm) (30 m)
- 1071 Die frische Wäsche und der Frosch (aus der Serie Frosch von Hans-Ulrich Wiemer) (Zeichentrickfilm) (30 m)
- 1072 Die schöne Ziege und der Frosch (aus der Serie Frosch von Hans-Ulrich Wiemer) (Zeichentrickfilm) (30 m)
- 1077 Herr Daff wünscht sich ein Auto (Herr Daff, Folge 7) (Zeichentrickfilm) (30 m)
- 1079 Die Weihnachtsgans Auguste (Puppentrickfilm) (30 m)
- 1080 Rotkäppchen (Zeichentrickfilm) (30 m)
- 1081 Hase und Wolf: Sportrivalen (Zeichentrickfilm) (30 m)
- 1082 Der Maulwurf und der Lutscher (Zeichentrickfilm) (30 m)
- 1083 Der Maulwurf und der Igel (Zeichentrickfilm) (30 m)
- 1084 Der Maulwurf und der Regenschirm (Zeichentrickfilm) (30 m)
- 1085 Der Maulwurf als Uhrmacher (Zeichentrickfilm) (30 m)
- 1086 Der Maulwurf und das Ei (Zeichentrickfilm) (30 m)
- 1087 Der Maulwurf und der Kaugummi (Zeichentrickfilm) (30 m)
- 1088 Der Maulwurf und der grüne Stern (Zeichentrickfilm) (30 m)
- 1089 Der Maulwurf und der Gartenschlauch (Zeichentrickfilm) (30 m)

### Eisenbahnfilme in Farbe
- 1201 Schmalspurbahn von Cranzahl nach Kurort Oberwiesenthal (Natur-/Dokumentarfilm) (20 m)
- 1202 Schmalspurbahn von Freital-Hainsberg nach Kurort Kipsdorf (Natur-/Dokumentarfilm) (20 m)
- 1203 Schmalspurbahn von Zittau nach Kurort Oybin/Kurort Jonsdorf (Natur-/Dokumentarfilm) (20 m)
- 1204 Schmalspurbahn von Bad Doberan nach Kühlungsborn West (Natur-/Dokumentarfilm) (20 m)
- 1205 Schmalspurbahn von Putbus nach Göhren (Rügen) (Natur-/Dokumentarfilm) (20 m)
- 1206 Schmalspurbahn von Wernigerode nach Nordhausen (Harzquerbahn über Drei Annen Hohne und Eisfelder Talmühle) (Natur-/Dokumentarfilm) (20 m)
- 1207 Schmalspurbahn von Gernrode (Harz) nach Harzgerode/Stiege (Selketalbahn über Alexisbad) (Natur-/Dokumentarfilm) (20 m)
- 1208 Schmalspurbahn von Radebeul Ost nach Radeburg („Lößnitzdackel“) (Natur-/Dokumentarfilm) (20 m)

### Sonderfilme in Super 8
- Blenden (Farbfilm)
- Vorspanntitel TG 1 - TG 20 (Titelgruppe, Schwarz/Weiß)
- Vorspanntitel FG 1 - FG 26 (Farbtitelgruppe, Farbe)
- Überleitungsszenen. Szenengruppe 1: Flugzeug/Eisenbahn (Überleitungsgruppe, Schwarz/Weiß)